# Campeonato da Europa de Atletismo de 2010 - 3000 m com obstáculos masculino
A prova dos 3000 metros com obstáculos masculino do Campeonato da Europa de Atletismo de 2010 foi disputada entre os dias 30 de julho e 1 de agosto de 2010 no Lluís Companys em Barcelona,  na Espanha. 

## Recordes
Antes desta competição, os recordes mundiais e do campeonato nesta prova eram os seguintes:
|                       | Nome                | Nacionalidade | Tempo   | Local    | Data                  |
| --------------------- | ------------------- | ------------- | ------- | -------- | --------------------- |
| Recorde mundial       | Saif Saaeed Shaheen | Catar         | 7m53s63 | Bruxelas | 3 de setembro de 2004 |
| Recorde do campeonato | Francesco Panetta   | Itália        | 8m12s66 | Split    | 30 de agosto de 1990  |
| Recorde europeu       | Bouabdellah Tahri   | França        | 8m01s18 | Berlim   | 18 de agosto de 2009  |

Os seguintes recordes foram estabelecidos durante esta competição: 
| Data        | Evento | Atleta                      | Nacionalidade | Tempo    | Notas                 |
| ----------- | ------ | --------------------------- | ------------- | -------- | --------------------- |
| 1 de agosto | Final  | Mahiedine Mekhissi-Benabbad | França        | 8m07s 87 | Recorde do campeonato |

## Medalhistas
| Ouro                              | Prata                   | Bronze              |
| Mahiedine Mekhissi-Benabbad (FRA) | Bouabdellah Tahri (FRA) | Ion Luchianov (MDA) |

## Cronograma
Todos os horários são locais (UTC+2).
| Data        | Hora  | Evento  |
| ----------- | ----- | ------- |
| 30 de julho | 11:40 | Bateria |
| 1 de agosto | 20:15 | Final   |

## Resultados

### Bateria
Qualificação: 4 atletas de cada bateria (Q) mais os  4 melhores qualificados (q).
Bateria 1
| Posição | Raia | Atleta                    | Nacionalidade | Tempo   | Notas      |
| ------- | ---- | ------------------------- | ------------- | ------- | ---------- |
| 1       | 12   | Bouabdellah Tahri         | França        | 8:30.11 | Q          |
| 2       | 8    | Steffen Uliczka           | Alemanha      | 8:30.61 | Q          |
| 3       | 11   | Bjørnar Ustad Kristensen  | Noruega       | 8:30.91 | q          |
| 4       | 5    | Hubert Pokrop             | Polónia       | 8:32.77 |            |
| 5       | 10   | Krijn van Koolwyk         | Bélgica       | 8:33.00 |            |
| 6       | 6    | Ángel Mullera             | Espanha       | 8:37.38 |            |
| 7       | 1    | Vincent Zouaoui Dandrieux | França        | 8:38.33 |            |
| 8       | 2    | Pedro Ribeiro             | Portugal      | 8:45.18 |            |
| 9       | 3    | Joonas Harjamäki          | Finlândia     | 8:47.25 |            |
| 10      | 7    | Pep Sansa Bullich         | Andorra       | 9:24.39 |            |
| —       | 4    | Ildar Minshin             | Rússia        | 8:30.14 | DSQ Doping |
| —       | 9    | José Luis Blanco          | Espanha       | 8:30.53 | DSQ Dping  |

Bateria 2
| Posição | Raia | Atleta                      | Nacionalidade | Tempo   | Notas           |
| ------- | ---- | --------------------------- | ------------- | ------- | --------------- |
| 1       | 9    | Mahiedine Mekhissi-Benabbad | França        | 8:27.32 | Q               |
| 2       | 11   | Ion Luchianov               | Moldávia      | 8:29.49 | Q               |
| 3       | 1    | Tomasz Szymkowiak           | Polónia       | 8:30.02 | Q               |
| 4       | 8    | Alberto Paulo               | Portugal      | 8:30.26 | Q               |
| 5       | 12   | Boštjan Buč                 | Eslovênia     | 8:31.08 | q,              |
| 6       | 4    | Eliseo Martín               | Espanha       | 8:31.71 | q               |
| 7       | 2    | Andrey Farnosov             | Rússia        | 8:31.88 | q               |
| 8       | 3    | Mustafa Mohamed             | Suécia        | 8:32.05 |                 |
| 9       | 7    | Janne Ukonmaanaho           | Finlândia     | 8:33.48 | Recorde pessoal |
| 10      | 6    | Martin Pröll                | Austrália     | 8:41.63 |                 |
| 11      | 10   | Mário Teixeira              | Portugal      | 8:42.53 |                 |
| -       | 5    | Pieter Desmet               | Bélgica       | -       | DNF             |

### Final
| Posição           | Raia | Atleta                      | Nacionalidade | Tempo   | Notas                 |
| ----------------- | ---- | --------------------------- | ------------- | ------- | --------------------- |
| Medalha de ouro   | 4    | Mahiedine Mekhissi-Benabbad | França        | 8:07.87 | Recorde do campeonato |
| Medalha de prata  | 9    | Bouabdellah Tahri           | França        | 8:09.28 |                       |
| Medalha de bronze | 5    | Ion Luchianov               | Moldávia      | 8:19.64 | Recorde da temporada  |
| 3                 | 7    | Tomasz Szymkowiak           | Polónia       | 8:23.37 |                       |
| 4                 | 11   | Steffen Uliczka             | Alemanha      | 8:25.39 | Recorde pessoal       |
| 5                 | 1    | Eliseo Martín               | Espanha       | 8:27.49 |                       |
| 6                 | 3    | Bjørnar Ustad Kristensen    | Noruega       | 8:27.89 | Recorde da temporada  |
| 7                 | 8    | Alberto Paulo               | Portugal      | 8:28.08 |                       |
| 8                 | 6    | Andrey Farnosov             | Rússia        | 8:37.52 |                       |
| 9                 | 2    | Boštjan Buč                 | Eslovênia     | 8:48.83 |                       |
| —                 | 10   | José Luis Blanco            | Espanha       | 8:19.15 | DSQ Doping            |
| —                 | 12   | Ildar Minshin               | Rússia        | 8:24.87 | DSQ Doping            |

Legenda
| Recorde mundial       | Recorde mundial (World record)               |                       | Recorde africano                      | Recorde africano (African) |                                           | Q | Classificado por posição (Qualified) |
| Recorde do campeonato | Recorde do campeonato (Championship record)  | Recorde da América    | Recorde da América (Americas)         | q                          | Classificado por melhor tempo (Qualified) |   |                                      |
| Melhor marca do ano   | Melhor marca do ano (World leading)          | Recorde asiático      | Recorde asiático (Asian)              | DNS                        | Não largou (Did not start)                |   |                                      |
| Recorde nacional      | Recorde nacional (National record)           | Recorde europeu       | Recorde europeu (European)            | DNF                        | Não terminou (Did not finish)             |   |                                      |
| Recorde pessoal       | Recorde pessoal do atleta (Personal best)    | Recorde da Oceania    | Recorde da Oceania (Oceania)          | DSQ / DQ                   | Desclassificado (Disqualified)            |   |                                      |
| Recorde da temporada  | Recorde da temporada do atleta (Season best) | Recorde sul-americano | Recorde sul-americano (South America) | NM                         | Sem marca (No mark)                       |   |                                      |